# Phyllobrotica sequoiensis
Phyllobrotica sequoiensis is een keversoort uit de familie bladkevers (Chrysomelidae). De wetenschappelijke naam van de soort werd in 1956 gepubliceerd door Blake.